# In America
In America (titulada En América en España y Tierra de sueños en Hispanoamérica) es una película irlandesa de 2002 dirigida por Jim Sheridan, y coescrita por Sheridan y sus hijas Naomi y Kirsten. El protagonista Johny está basado en la propia vida del director a su llegada a los Estados Unidos a mediados de los 80. La película está protagonizada por Paddy Considine, Samantha Morton, Sarah Bolger, Emma Bolger y Djimon Hounsou. El matrimonio irlandés llega a los EE.UU sin dinero en el bolsillo, intenta trabajar como actor pero lo consigue debido a una depresión que padece por la muerte de su hijo de dos años. Sus dos hijas irrumpen en el apartamento de uno de los vecinos y se hacen amigos. La madre se vuelve a quedar embarazada pero corre riesgo de morir en el parto. Es una historia sobre la convivencia y sobre como superar los problemas día a día. Fue nominada a 3 premios Óscar.